# あべそういち
あべ そういち（1986年7月23日 - ）は、日本の男性声優。福岡県出身。ケンユウオフィス所属。

## 人物
映像テクノアカデミア出身。
音質はテノール - バス。
特技は卓球、POPデザイン。ピンク色が好き。公式ブログで度々登場する愛犬はロングコートチワワのれい（メス）。

## 出演
太字はメインキャラクター。

### テレビアニメ
2013年
- 団地ともお（2013年 - 2014年、隣部屋の青年、取引先）
- 爆TECH!爆丸（マスター・ジョウ） - 2シリーズ

2014年
- スミ子（焼き鳥屋さん）
- ピンポン THE ANIMATION（のりお）

2015年
- 俺物語!!（店長）
- 銀魂゜（男）
- 新あたしンち（漢方薬屋さん）
- 忍たま乱太郎（魚屋）
- ハッカドール THE あにめ〜しょん（オタク、ヤマさん）

2016年
- この美術部には問題がある!（校長）
- ばくおん!!（MVXの男）

2017年
- エルドライブ【ēlDLIVE】（イサク）
- 神撃のバハムート VIRGIN SOUL（店員）

2018年
- キラッとプリ☆チャン（玉屋）

2019年
- 盾の勇者の成り上がり（2019年 - 2023年、大臣、お付き） - 2シリーズ
- ONE PIECE（海賊）

2020年
- 僕のヒーローアカデミア（恥樫照夫）
- GREAT PRETENDER（ベンジャミン）

2021年
- デュエル・マスターズ キング!（ナゾの男）

2022年
- RPG不動産（琴音の祖父、ミノタウルス）
- RWBY 氷雪帝国（ピーター・ポート）

2023年
- デュエル・マスターズ WIN 決闘学園編（心の先生）

2024年
- るろうに剣心 -明治剣客浪漫譚- 京都動乱（阿武隈四入道）

### 劇場アニメ
- あなたをずっとあいしてる（2015年、トリケラの新ボス）
- 劇場版 黒執事 Book of the Atlantic（2017年、男性）
- 夜明け告げるルーのうた（2017年、密漁青年(2)）

### OVA
- コードギアス 亡国のアキト 第3章「輝くもの天より堕つ」（2015年、ユーロピア軍兵士）

### Webアニメ
- パワフルプロ野球 パワフル高校編（2021年、宇渡幹久）

### ゲーム
2012年
- Borderlands 2（Savage Psycho、Announcer）

2013年
- マブラヴ オルタネイティヴ クロニクルズ ラスト・ダイバーズ（スピリット・オブ・ローンイーグル）

2014年
- サイコブレイク
- Hearthstone: ハースストーン（マグニ・ブロンズビアード）

2017年
- ホライゾン ゼロ・ドーン（バハヴァス）

2018年
- クイズRPG 魔法使いと黒猫のウィズ（ハリールース）
- JUDGE EYES:死神の遺言

2020年
- 龍が如く7 光と闇の行方
- ファイナルファンタジーVII リメイク
- ドラゴンクエストX いばらの巫女と滅びの神 オンライン（ベルント、モヒペンコ）

2021年
- テイルズ オブ アライズ
- デュエル・マスターズ プレイス（ダンディ・ナスオ、無頼剣兵ドラグイノセント、神滅海王グラン・ベルゼ 他）

2022年
- タクティクスオウガ リボーン（ウラム）

2023年
- BLUE PROTOCOL
- ドラゴンクエストモンスターズ3 魔族の王子とエルフの旅

2024年
- グランブルーファンタジー リリンク
- ファイナルファンタジーVII リバース

### ドラマCD
- クウソウユニバーサルシリーズ
  - クウソウスタートライン（フォット）
  - クウソウコミュニティ（流）
  - クウソウメッセージ（ジネス）
  - クウソウファンタジー（イロット）
  - クウソウロードスター（マーシル）

### 音楽CD
- SOUNJOY - 「空から見たら」

### BLCD
- 官能・妄想ファンディスク（店員）
- 優男とサディスティック（男子高校生）

### 吹き替え

#### 映画
- アイアム・ウォンテッド（ジェリー）
- アイ・イン・ザ・スカイ 世界一安全な戦場（ジャマ・ファラ〈バーカッド・アブディ〉）
- アナザー・ブラッド・ダイヤモンド（売人）
- アルティメット・ゾーン（リベラ）
- 暗殺（ヨンガム〈オ・ダルス〉）
- アントマン（刑務官1）
- 186 感染大陸（デイブ）
- A.I.ジョー（ウルフ）
- エレクトリシティ（モーリス）
- エンド・オブ・ジ・アース（ファリ）
- 王になった男（刑曹大臣）
- オールド・ボーイ（コルテス）
- オデッセイ（ティム）
- 男と女の大人可愛い恋愛法則（ワインバーグ）
- カンパニー・オブ・ヒーローズ バルジの戦い（リゾ）
- 記憶探偵と鍵のかかった少女（ピーター・ランドグレン〈ノア・テイラー〉）
- キック・アス/ジャスティス・フォーエバー（チンギス・半殺し）
- キック・オーバー（ビル）
- キャプテン・フィリップス（シールズ22）
- キングスマン（アーノルド教授〈マーク・ハミル〉）
- クリムゾン（ロス刑事）
- 現地(にいない)特派員（将軍）
- 荒野の七人（ディーラー）
- コンスピラシー（ジョシュア）
- サード・パーソン
- ザ・アイデンティティー（カドロフ）
- 最終目的地（チャールズ）
- ザ・ホステージ（ポール）
- 猿の惑星: 新世紀（フィニー）
- シビル・ウォー/キャプテン・アメリカ（MITスタッフ）
- シャークネード4（アストン・レイノルズ〈トミー・デヴィッドソン〉）
- ジュラシック・ワールド（パドックの監視員〈エリック・エデルシュタイン〉）※日本テレビ版
- 推理作家ポー 最期の5日間（フランス人）
- スナイパーキッズ（ガルシア）
- スプラッシュ（ウォルター・コーンブルース〈ユージン・レヴィ〉）※Disney+版
- スペース・ウォッチ（ダリル）
- 絶対能力（ストークス）
- ソード・レジェンド（エディ）
- ゾンビーワールドへようこそ（オギー〈ジョーイ・モーガン〉）
- ゾンビスクール!（トレイシー・レイシー〈ジャック・マクブレイヤー〉）
- ダーク・サファラー（ポール）
- ダークネス・ビギンズ（マイコ）
- ターミネーター:新起動/ジェニシス（カイルの父）
- TAICHI/太極 ゼロ
- 大魔術師"X"のダブル・トリック（御手洗）
- タオさんのしあわせ（ニン・ハオ）
- 沈黙の包囲網 アジアン・コネクション（グリーディ・グレッグ〈マイケル・ジェイ・ホワイト〉）
- 天使or悪魔 アナザー・ワールド（客）
- トゥーム・ソルジャー（ジャービス）
- ドラゴンゲート
- ドラゴンゲート 空飛ぶ剣と幻の秘宝（三役長）
- ドラゴン・ブレイド（タチェ族長）
- ドリスの恋愛妄想適齢期（ウィリー・ウィリアムズ〈ピーター・ギャラガー〉）
- ナックルダスター（ジミー）
- バーフバリ 王の凱旋（ビッジャラデーヴァ〈ナーサル〉）
- バーフバリ 伝説誕生（ビッジャラデーヴァ〈ナーサル〉）
- バイオクリーチャー・ライジング（サルタン）
- ヴァイオレント（サム）
- はじまりのうた（スティーヴ〈ジェームズ・コーデン〉）
- パディントン（警官）
- パラドックス・ハプニング（ビクター）
- パリより復讐の銃弾を（フランス人刑事）
- パレーズ・エンド（キャンピオン）
- ヒットマン・リデンプション（ワイスナー）
- ヒットマン・リベンジ（ハーベイ）
- ファイナル・デスメッセージ（フィズ）
- ファイナルドラゴン
- 42 〜世界を変えた男〜（ピー・ウィー・リース〈ルーカス・ブラック〉）
- プライベート・エネミーズ（セイモア）
- ブラック・フォン（テレンス・ブレイク〈ジェレミー・デイビス〉）
- ブラッド・ウェポン 逆戦（マーク）
- ブラッド・ダイアリー（ロブ）
- プリズン・エスケープ（ジョニー）
- ブレード・ハンズ（ドライバー）
- ブロークンシティ
- フローズン・アフター 孤高のドクター（チャールズ）
- プロトタイプ・ターミネーター（キニス軍曹）
- ヘイル、シーザー!（ジョー・シルヴァーマン〈ジョナ・ヒル〉）
- ボーダー・ゾーン・パニッシャーズ（ブロディ）
- ボーン・レガシー（チーム1）
- ボトム・プレデター（ウィルクス）
- ポリス・ストーリー/レジェンド（帽子男）
- マイティ・ソー バトルロイヤル（カルロ[8]）
- マスク・オブ・デビル（ジョン）
- ミス・シェパードをお手本に（アンダーウッド警官〈ジム・ブロードベント〉）※オンデマンド配信版
- ミッション:15（ディエゴ上等兵〈スティーヴン・ライダー〉）
- MEGシリーズ（DJ〈ペイジ・ケネディ〉）
  - MEG ザ・モンスター[9]
  - MEG ザ・モンスターズ2[10]
- メタル・オブ・ウォー（シーゴ）
- モーターシティ
- 傭兵のハカ（トレーナー）
- ラストスタンド（コーマン）
- ラスト・スピリット（マオン）
- レディ・トランスボーダー（ジョーカー）
- 60年後…（ディーク）
- ロボット
- ロンドンゾンビ紀行（ダリル）
- ワイルド・ストリート（ジミー）
- ワイルド・マックス アンリミテッド・ボルテージ（ベア）

#### ドラマ
- アクエリアス 刑事サム・ホディアック（ジョー・ウィルソン〈ブライアン・グッドマン〉）
- アンダーカバー・ボス5 社長潜入調査
- アンダー・ザ・ドーム
- アンフォゲッタブル4 完全記憶捜査 #2（ウィーバー巡査〈ジョー・タトル〉）
- イップ・マン（ウー・バイリン）
- エージェント・オブ・シールド（ロペス、ムカデ兵、インタビュアー 他）
- NCIS: ニューオーリンズ シーズン1 #17（レッド・カーター）
- エレメンタリー ホームズ&ワトソン in NY（マーカス・ベル刑事〈ジョン・マイケル・ヒル〉）
- キム・マンドク〜美しき伝説の商人（チェ・ナムグ）
- キャッスル 〜ミステリー作家は事件がお好き
  - シーズン5（ハリスFBI捜査官〈ディラン・ウォルシュ〉、ヘイデン・ポズナー教授、リアム 他）
  - シーズン6 #17（ファウラー警部〈カルロス・ゴメス / Carlos Gómez (actor)〉 ）、#21（ブレット・ザレツキー〈ネッド・ヴォーン / Ned Vaughn〉）
- グッバイマヌル〜僕と妻のラブバトル（ドンヒ〈デニー・アン〉）
- 刑事フォイル（レイ・プリチャード〈ジェームズ・マカヴォイ〉）
- ザ・ファーム 法律事務所（ショーン）
- The Brink/史上最低の作戦（ドゥーガン）
- CSI:ニューヨーク9 ザ・ファイナル
- シェキラ!（ジェームズ〈ベン・スティルウェル〉）
- シカゴ P.D.（アルビン・オリンスキー〈イライアス・コティーズ〉）
- 宿敵 因縁のハットフィールド＆マッコイ（審判）
- 情熱のシーラ
- シンイ -信義-（ペク・チュンソク）
- スイッチ 〜運命のいたずら〜（メドロック）
- スキップ・ビート! 〜華麗的挑戦〜（だるまや大将）
- スキャンダル 託された秘密（ジェームズ・ノヴァック〈ダン・ブカティンスキー〉）
- SUITS/スーツ シーズン4 #12（ギャレット・ブレイディ）
- セサミストリート（マムフォード）※大川透の療養に伴う代役
- Zネーション（マーク・ハモンド〈ハロルド・ペリノー〉）
- Sense8/センス8（ジェラ、ゴースキー）
- ダウントン・アビー（デービス）
- ダメージ シーズン4、5
- 朝鮮ガンマン
- 超能力ファミリー サンダーマン
- デビアスなメイドたち（キム・ランプトン、ジェリー〈アレック・マパ〉、Dr.スチュワート・ハスケル 他）
- 24:レガシー
- となりの美男（劇場担当者）
- ナルコス（マーティン上院議員〈グレン・モーシャワー〉）
- ノーリミット（リシャール）
- PERSON of INTEREST 犯罪予知ユニット シーズン2（ダニエル・バーンサイド）
- FOREVER Dr.モーガンのNY事件簿（マイク・ハンソン刑事〈ドニー・ケシャワーズ / Donnie Keshawarz〉）
- フォールアウト（マキシマス）
- ブロードチャーチ〜殺意の町〜（トレヴ、ジャック・マーシャル〈デイビッド・ブラッドリー〉）
- BONES 骨は語る シーズン7（プーラブ・サンガニ〈ラヴィ・パテル〉）
- ホジュン 伝説の心医（ヨンダル）
- 夜警日誌（サダム〈キム・ソンオ〉[11]）
- Rebellion/リベリオン（ジェームズ・コノリー）
- ワンス・アポン・ア・タイム
- ワン・ミシシッピ 〜ママの生きた道、ワタシの生きる道〜（マークス二等兵 他）
- フォールアウト (アーロン・モートン)

#### アニメ
- アルティメット・スパイダーマン
- アルティメット・スパイダーマン ウェブ・ウォーリアーズ
- アングリーバード（ブラッド）
- インサイド・ヘッド（雲の町の警官1）
- エバー・アフター・ハイ（スノーキング）
- おとぎのもりのゴールディとベア（巨人）
- オッドボールズ（マックス）
- 学園NINJAランディ（バッシュ）
- カンフーパンダ（ラオ）
- ゴースト&モリー（スクラッチ[12][13]）
- コバルトルビー（イラプター）
- サンダーバード ARE GO（隊員）
- ズートピア（花屋さんのブタ）
- スカイランダーズ・アカデミー（イラプター）
- ちいさなプリンセス ソフィア（プランク、ホーンパイプ提督）
- トイ・ストーリー 謎の恐竜ワールド（ドリームエルダー）
- バーフバリ 失われた伝説（ビッジャラデーヴァ[14]）
- 爆走ナマケモノ! フリーキー（チョバドー）
- ハルク: スマッシュ・ヒーローズ（ブラスター）
- 百妖譜（ごろつき）
- ファインディング・ドリー（病気の魚）
- ブック・オブ・ライフ 〜マノロの数奇な冒険〜
- ブンブン・タカコとブーブー・ヒューバート（オスカー）
- ベイマックス（ニュースキャスター）
- ホーム 宇宙人ブーヴのゆかいな大冒険
- マイリトルポニー・ガールズ: 虹の冒険（配達ポニー）
- モーターシティ（レッド）
- モンスター・ホテル2（カル）
- RWBY（ピーター・ポート）
- LEGO スター・ウォーズ/オールスターズ（グラパラ・ザ・ハット）
- LEGO スター・ウォーズ/恐怖のハロウィーン（グラパラ・ザ・ハット）
- LEGO スター・ウォーズ/フリーメーカーの冒険（グラパラ・ザ・ハット）

#### その他吹き替え
- 射撃王〜10万ドルを手にするのは誰だ〜 シーズン3（マイケル・マレリ、クリス・コリンズ）
- プロジェクト・ランウェイ シーズン9（ブライス・ブラック）

### 特撮
- 獣電戦隊キョウリュウジャーブレイブ（2017年、ウェイハブの声[15]）

### ボイスオーバー
- アメ車カスタム専門 カウンティング・カーズ（ヒストリーチャンネル、ホーニー・マイク）
- オーストラリアの危険生物（ナショジオ ワイルド、イアン 他）
- 奇跡体験!アンビリバボー（フジテレビ）
- 仰天!夢のツリーハウス（アニマルプラネット）
- 五大湖〜地質文化と人類史の謎（ナショナルジオグラフィックチャンネル、オシェイ 他）
- ゴールド・ラッシュ〜人生最後の一攫千金（ディスカバリーチャンネル、トッド・ホフマン）
- 死を招く運命の出会い（ディスカバリーチャンネル、ジャック）
- スゴ腕!RC模型ビルダー（ディスカバリーチャンネル）
- 地球ドラマチック（NHK教育テレビジョン）
  - 「アラスカ“クマの王国”〜たくましく生きる野生の親子〜」（2015年）
  - 「砂漠の船に乗って〜世界ラクダ物語〜」（2015年）
  - 「森の妖精・シシバナザル・中国・天空の秘境に生きる」（2016年）
- BBC地球伝説（BS朝日）
  - 「知られざる恐竜の世界へ」（2012年、ジョン）
- BS世界のドキュメンタリー（NHK BS1）
  - 「ドナルド・トランプのおかしな世界」（2016年）
- ワゴンで行こう!埋もれたクルマ発掘隊（ヒストリーチャンネル）

### 舞台
2007年
- 「守ってください」 / ＠The Globe Project（アナウンサー）

2008年
- 「リーティンワーク、けけけ」 / カナデコトビート（リーダー）

2009年
- 「ヒトリシバイナイト Vol.47」
- 「ヒトリシバイナイト Vol.48」

2010年
- 「CROSSFIRE RADIO」（アツシ）
- 「バカとロミオとジュリエット」 / 劇団FREE SIZE（ グレゴリー）
- 「こども かける たそがれ ぶん の いち」 / しずくまちb（ケンジ）
- 「99‐真夜中のファイル‐」 / PekopoN企画（菅井）

2011年
- 「テノヒラノ鎮魂華」 / 劇団生命座（瀬尾忠義）
- 「アメノクサリ」 / ELEGY KING STORE（アキラ）
- 「バンク・バン・レッスン」 / PekopoN企画（銀行員2）
- 「日常」 / 螺旋快団（明良）

2012年
- 「羅城の蜘蛛」 / ELEGY KING STORE（藤原道長）
- 「ビリヤードグリーン」 / クレオスタイル（ジロー）
- 「クロノス」 / 劇団軌跡（中林）

### その他
- 富士急ハイランド「絶望要塞」内動画（所長）

### シリーズ一覧
1. ↑  第1シーズン（2013年）、第2シーズン『ガチ』（2013年）
2. ↑  第1期（2019年）、Season3（2023年）